# Deep Roy
Pour les articles homonymes, voir Roy.
Gurdeep Roy, dit Deep Roy, est un acteur britanno-kényan, né le 1er décembre 1957 à Nairobi. D'origine indienne et atteint de nanisme, il est notamment connu pour son interprétations des Oompa Loompas dans le film Charlie et la Chocolaterie de Tim Burton.

## Biographie
Il a commencé à jouer des rôles de singes dans Greystoke, la légende de Tarzan de Hugh Hudson (1984) et dans La Planète des singes de Tim Burton.
Il joue le rôle de Teeny Weeny dans L'Histoire sans fin de Wolfgang Petersen.
On a aussi pu le voir dans la saison 8 de la série X-Files : Aux frontières du réel (2000), dans Big Fish de Tim Burton et Star Wars, épisode VI : Le Retour du Jedi.
Il est surtout connu pour son rôle de chaque Oompa Loompa dans Charlie et la Chocolaterie (2005) de Tim Burton.
Il tient le rôle de Keenser dans la nouvelle trilogie Star Trek (2009, 2013 et 2016).

## Filmographie

### Télévision
- 1976 : The New Avengers (la seconde série de Chapeau melon et bottes de cuir, saison 1, épisode 7) : Klokoe
- 1977 : Doctor Who (la première série de Doctor Who, saison 14, épisode 6 : The Talons of Weng-Chiang) : Mr Sin
- 1986 : Doctor Who (la première série de Doctor Who, saison 23, épisode 2 : Mindwarp) : un extraterrestre Posicarien (non crédité)
- 2001 : X-Files : Aux frontières du réel  (saison 8, épisode 10 : À l'intérieur) : le mendiant
- 2010 : Kenny Powers  (saison 2 dans 3 épisodes) : Aaron, un homme de main de Kenny Powers

### Cinéma

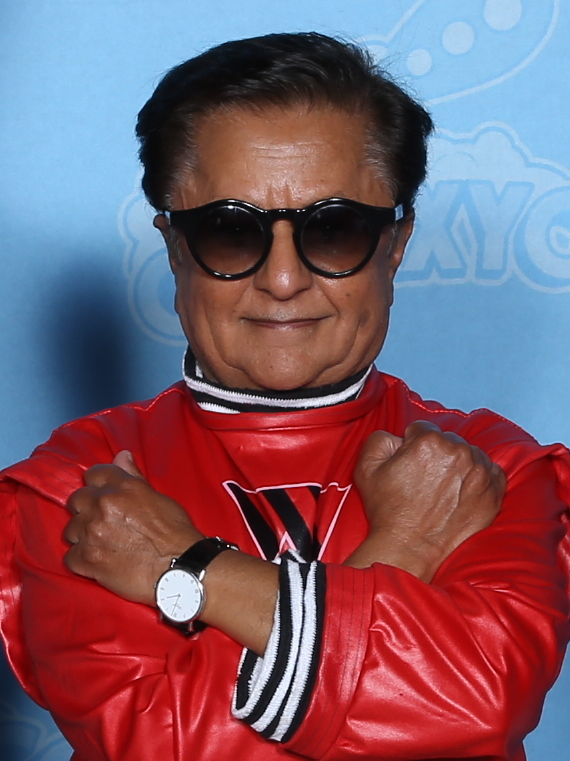
Deep Roy en 2019 dans un costume d'Oompa Loompa.

- 1976 : Quand la Panthère rose s'emmêle (The Pink Panther strikes again), de Blake Edwards : un assassin italien
- 1979 : Force noire (Die Brut des Bösen), de Christian Anders : Van Bullock
- 1980 : Star Wars, épisode V : L'Empire contre-attaque, d'Irvin Kershner : Yoda (plans larges ; non crédité)
- 1980 : Flash Gordon, de Mike Hodges : l'animal de compagnie de la princesse Aura
- 1982 : Dark Crystal, de Jim Henson et Frank Oz : interprète supplémentaire
- 1983 : Star Wars, épisode VI : Le Retour du Jedi (Star Wars: Episode VI - Return of the Jedi), de Richard Marquand et George Lucas : Droopy McCool (non crédité)[1]
- 1984 : Starship de Roger Christian
- 1984 : L'Histoire sans fin (The NeverEnding Story), de Wolfgang Petersen : Teeny Weeny
- 1987 : Mon aventure africaine (Going Bananas), de Boaz Davidson (en) : Bonzo
- 1990 : Delirium (Disturbed) de Charles Winkler
- 1991 : Hurlements VI - Les monstres (Howling VI : The Freaks), de Hope Perello : Toones
- 1993 : La Cité des monstres (Freaked) de Tom Stern et Alex Winter : George Ramirez no 3
- 2000 : Le Grinch (How the Grinch stole Christmas), de Ron Howard : employé de bureau de poste
- 2001 : La Planète des singes (Planet of the Apes), de Tim Burton : un enfant gorille, la nièce du Général Thade
- 2004 : Le Manoir hanté et les 999 Fantômes (The Haunted Mansion), de Rob Minkoff : un fantôme auto-stoppeur
- 2004 : Big Fish, de Tim Burton : M. Cul-Trempé
- 2005 : Charlie et la Chocolaterie (Charlie and the Chocolate Factory), de Tim Burton : les Oompa Loompas
- 2005 : Les Noces funèbres (Corpse bride), de Tim Burton et Mike Johnson (en) : Général Bonesapart[2] (voix)
- 2009 : Star Trek, de J. J. Abrams : Keenser
- 2009 : Transformers 2 : La Revanche (Transformers: Revenge of the Fallen), de Michael Bay : un soldat égyptien
- 2013 : Star Trek Into Darkness, de J. J. Abrams : Keenser
- 2016 : Star Trek : Sans limites (Star Trek Beyond) de Justin Lin : Keenser